# Sébastien Rémy
Pour les articles homonymes, voir Sébastien Remy et Remy (homonymie).
Sébastien Rémy (né le 16 avril 1974 à Metz, France) est un footballeur franco-luxembourgeois. En 2001, il obtient la nationalité luxembourgeoise. Il évoluait au poste de milieu de terrain au F91 Dudelange et jouait avant en équipe nationale du Luxembourg.